# Kamen Rider Decade
Kamen Rider Decade (仮面ライダーディケイド, Kamen Raidā Dikeido, Masked Rider DCD, Masked Rider Decade) est une série télévisée japonaise de type Tokusatsu. Elle est la dix-neuvième série de la franchise Kamen Rider et la dixième de l'Ère Heisei. Coproduite par la Toei et les productions Ishinomori, diffusée entre le 25 janvier 2009 et le 30 août 2009 sur TV Asahi, elle compte 31 épisodes et 3 films. Elle sera suivie par Kamen Rider W.

## Synopsis
Le scénario se base sur les neuf mondes des précédents Kamen Riders de l'ère Heisei fusionnant en un seul, entrainant leur destruction totale. Afin d'empêcher cela, Tsukasa Kadoya se transforme en Kamen Rider Decade, et doit, pour sauver le monde auquel il appartient, voyager avec Natsumi et son grand-père au travers des autres mondes alternatifs des autres Kamen Riders pour y éliminer ou effacer les anomalies.
Au cours de ses voyages, tout en affrontant le mystérieux Narutaki et Daiki Kaito, le voleur. Ils seront rejoints par Yusuke Onodera du monde de Kuuga et Kivala du monde de Kiva.

## Riders
Les Riders principaux de la série sont :
- Kamen Rider Decade ;
- Kamen Rider Diend ;
- Kamen Rider Kuuga

Les autres Riders de la série :
- Kamen Rider Abyss ;
- Kamen Rider Den-O ;
- Kamen Rider Amaki ;
- Kamen Rider Diend (version Chinomanako)(double épisodes special avec les Samurai Sentai Shinkenger).

Les Riders exclusifs aux films sont :
- Riderman ;
- Kamen Rider Kivala.

Afin de respecter la référence de la série aux codes couleurs, les Kamen Riders principaux suivent le schéma CMJN (Cyan, Magenta, Jaune, Noir) : Decade est Magenta, DiEnd est Cyan, Kuuga (dans sa version Rising Ultimate) est Noir et Jaune. Dans l'épisode Yellow (jaune) la trilogie Cho Den-O, Episode Yellow: Treasure de End Pirates (EPISODE YELLOW お宝DEエンド・パイレーツ, Episōdo Ierō Otakara DE Endo Pairētsu), Diend est le personnage central, mettant en avant la couleur jaune de son arme, le Diendriver et du jeu de cartes qu'il utilise.

## Personnages principaux

### Tsukasa Kadoya
Tsukasa Kadoya (門矢 士, Kadoya Tsukasa) est un homme hypocrite et pieux qui a perdu la mémoire dont le souhait est de "prendre le monde" en photo. Cependant le fait que la photographie de Tsukasa ne se développe jamais bien le laisse penser qu'il vient d'un autre monde, tout en ignorant l'effet de prélude d'une convergence des autres dimensions connues sous le nom de A.R. Worlds qui menacent l'univers principal. Approché par Wateru Kurenai lors de l’acquisition du Decadriver, Tsukasa entame un voyage dans les mondes des autres Kamen Riders pour sauver l’univers principal sous le nom Kamen Rider Decade (仮面ライダーディケイド, Kamen Raidā Dikeido). À chaque fois qu'il entre dans un monde parallèle, Tsukasa obtient une compétence approfondie en lien avec le monde dans lequel il se trouve, Tsukasa est confronté à la fois à des menaces qui mettent en danger les mondes et à l'ingérence de Narutaki qui propage des rumeurs selon lesquelles il serait un "démon" (悪魔, akuma) "Destructeur de Mondes" (世界の破壊者, Sekai no Hakaisha).
Tsukasa comprend bientôt ce que Narutaki voulait dire en apprenant qu’il était à l’origine le grand leader de l’organisation Dai-Shocker qui cherchait à prendre toutes les dimensions et que sa véritable mission était de détruire les riders et leurs mondes.
Il utilise le Decadriver (ディケイドライバー, Dikeidoraibā) et des Rider Cards (ライダーカード, Raidā Kādo) pour se transformer en Kamen Rider Decade et en ses 9 prédécesseurs.
Decade acquiert le K-Touch (Kタッチ, Kētatchi), un téléphone à écran tactile qui donne accès à Decade à la Complete Form (コンプリートフォーム, Konpurīto Fōmu, "Forme Complète"). La Complete Form permet à Decade d'invoquer ses neufs prédécesseurs de l'ère Heisei dans leurs formes finales.
Decade assume son rôle de Destructeur des mondes dans Kamen Rider × Kamen Rider W & Decade : Movie Taisen 2010 et devient Kamen Rider Decade État de Fureur (仮面ライダーディケイド激情態, Kamen Raidā Dikeido Gekijōtai, Jeu de mots avec "Forme du Film") avant d'être vaincu par Kamen Rider Kivala.
Sa mort restaure les mondes parallèles. Tsukasa est ramené à la vie par les souvenirs de ses amis. Decade, les Kamen Riders des mondes parallèles et le Kamen Rider Double se battent contre Dai-Shocker et le Neo Organisme. Ensuite, Tsukasa et ses amis retournent au Hikari Studio pour continuer leur périple à travers les mondes parallèles.
Tsukasa fera des apparitions dans  Kamen Rider × Super Sentai: Super Hero Taisen et Kamen Rider Wizard.
Tsukasa revient plus tard pendant les événements de Kamen Rider Zi-O avec le Neo Decadriver (ネオリケイドライバー, Neo Dikeidoraibā), une forme améliorée du Decadriver lui permettant d'utiliser les pouvoirs de tous les Kamen Riders de l'ère Heisei et aider Sougo Tokiwa à changer de destin et ne pas devenir Ohma Zi-O tout en se faisant passer pour un ennemi.
Tsukasa Kadoya est interprété par Masahiro Inoue (井上 正大, Inoue Masahiro).

### Natsumi Hikari
Natsumi Hikari (光 夏海, Hikari Natsumi), surnommée "Natsumikan" (夏蜜柑, Natsumikan, littéralement mandarine d'été) par Decade, est une jeune femme qui travaille dans le studio photo Hikari avec son grand-père, ayant vécu avec lui depuis son enfance.
Au début, Natsumi commence à faire des cauchemars sur Decade avant de retrouver sa ceinture et de la donner à Tsukasa. Consciente de la menace multiversel, Natsumi décide d’accompagner Tsukasa dans son voyage afin d’empêcher que son rêve ne se réalise.
Dans Kamen Rider Decade: The Last Story, Natsumi devient Kamen Rider Kivala (仮面ライダーキバーラ, Kamen Raidā Kibāra) en utilisant Kivala, mais contrairement à Kiva, la ceinture ne se matérialise pas d’abord et ne nécessite pas la morsure de Kivala. Au lieu de cela, il s’agit d’un baiser sur le front de l’utilisateur, qui crée alors un emblème en forme de cœur et devient la Kivala Belt (キバーラベルト, Kibāra Beruto) après la transformation. Autre différence, Kivala ne se perche pas à sa ceinture pendant la transformation. Comme Kamen Rider Kivala, Natsumi est armé de la Kivala Saber (キバーラサーベル, Kibāra Sāberu) qu'elle utilise pour effectuer son attaque finale, le Sonic Stab  (ソニックスタッブ, Sonikku Sutabbu). Natsumi est initialement devenue Kamen Rider Kivala pour arrêter le déchainement de Decade sous son état Gekijoutai.
Natsumi Hikari est interprétée par Kanna Mori (森 カンナ, Mori Kanna).

### Eijiro Hikari
Eijiro Hikari (光 栄次郎, Hikari Eijirō) est le propriétaire du studio Hikari et le grand-père de Natsumi. Lorsqu'il découvre que son studio de photo est le moyen d'accéder aux autres mondes par accident, il n’est pas surpris mais amusé du fait et est heureux d’assister Tsukasa dans sa mission. Chaque fois qu'ils arrivent dans un monde différent, il prépare un repas différent à chaque fois. Eijiro est aussi le plus décontracté du groupe et s'entend bien avec Kivala.
Eijiro Hikari est interprété par Renji Ishibashi (石橋 蓮司, Ishibashi Renji).

### Yusuke Onodera
Yusuke Onodera (小野寺 ユウスケ, Onodera Yūsuke) est un jeune homme à la personnalité enfantine qui a le pouvoir de devenir Kamen Rider Kuuga (仮面ライダークウガ, Kamen Raidā Kūga).
Originellement vivant dans le monde de Kuuga, il rejoint l'Hikari Studio après avoir sauvé son monde natal des Gurongis.
Yusuke Onodera est interprété par Ryouta Murai (村井 良大, Murai Ryōta).

### Kivala
Kivala (キバーラ, Kibāra) est un membre femelle des Kivat provenant du monde de Kiva et la sœur cadette de Kiva-Bat the 3rd. Elle est extrêmement petite, assez petite pour être cachée dans le poing fermé d'un adulte. Elle apprend l'existence de Decade auprès de Narutaki et utilise son pouvoir pour faire entrer Yusuke dans son monde.
Elle finit ensuite par voyager avec le studio Hikari, tout en restant en contact avec Narutaki avec Natsumi seul au courant.
Elle semble aimer Yusuke le plus du groupe de voyageurs car elle est ravie quand il revient voyager avec eux après leur départ du monde d'Agito.
Kivala est doublée par Miyuki Sawashiro (沢城 みゆき, Sawashiro Miyuki).

### Narutaki
Narutaki (鳴滝) est le principal antagoniste de la série.
Il a  la capacité de se déplacer librement entre les mondes et d'invoquer des Kamen Riders d'autres mondes. Il croit fermement que Decade ne devrait exister dans aucun monde, ayant tendance à dire "Soit maudit Decade!" (おのれディケイド!, Onore Dikeido!).
Il est également celui qui a ligué les Kamen Riders des neufs mondes contre Tsukasa.
Narutaki est interprété par Tatsuhito Okuda (奥田 達士, Okuda Tatsuhito).

### Kaito Daiki
Daiki Kaito (海東 大樹, Kaitō Daiki) est un mystérieux jeune homme convoitant et volant les trésors des mondes en tant que Kamen Rider Diend (仮面ライダーディエンド, Kamen Raidā Diendo). Il connait le passé de Tsukasa mieux que ce dernier.
Kaito provient d'un monde où les humains sont contrôlés par Jashin 14.
Daiki Kaito est interprété par Kimito Totani (戸谷 公人, Totani Kimito).

## Épisodes
La série compte 31 épisodes, diffusés entre le 25 janvier 2009 et le 30 août 2009.
Dans une interview donnée en mars 2009 dans le magazine Kindai, Masahiro Inoue a déclaré que la série compterait seulement 30 épisodes. Dans une interview suivante, le magazine Otonafami confirme que seuls 30 épisodes ont été tournés, pour avoir finalement 31 épisodes diffusés.

## Films
- Cho Kamen Rider Den-O & Decade Neo Generations: The Onigashima Warship

- All Riders vs. Dai-Shocker

- Kamen Rider x Kamen Rider W & Decade - Movie Taisen 2010

## Distribution
- Tsukasa Kadoya (門矢 士, Kadoya Tsukasa?): Masahiro Inoue (井上 正大, Inoue Masahiro?)
- Daiki Kaito (海東 大樹, Kaitō Daiki?): Kimito Totani (戸谷 公人, Totani Kimito?)
- Yusuke Onodera (小野寺 ユウスケ, Onodera Yūsuke?): Ryouta Murai (村井 良大, Murai Ryōta?)
- Natsumi Hikari (光 夏海, Hikari Natsumi?): Kanna Mori (森 カンナ, Mori Kanna?)
- Eijiro Hikari (光 栄次郎, Hikari Eijirō?): Renji Ishibashi (石橋 蓮司, Ishibashi Renji?)
- Narutaki (鳴滝?): Tatsuhito Okuda (奥田 達士, Okuda Tatsuhito?)
- Kivala (キバーラ, Kibāra?, Voix): Miyuki Sawashiro (沢城 みゆき, Sawashiro Miyuki?)
- Guy (ガイ, Gai?, 26-31): Kazuhisa Kawahara (川原 和久, Kawahara Kazuhisa?)
- Voix du Decadriver, Diendriver, K-Touch (ディケイドライバー音声、ディエンドライバー音声、ケータッチ音声, Dikeidoraibā Onsei, Diendoraibā Onsei, Kētatchi Onsei?): Mark Okita (マーク・大喜多, Māku Ōkita?)
- Narration (ナレーション, Narēshon?): Eiichiro Suzuki (鈴木 英一郎, Suzuki Eiichirō?)

### Apparitions
- Wataru Kurenai (紅 渡, Kurenai Wataru?, épisodes 1, 31): Koji Seto (瀬戸 康史, Seto Kōji?)
- Kamen Rider KickHopper (仮面ライダーキックホッパー, Kamen Raidā Kikku Hoppā?, épisodes 2-3): Hidenori Tokuyama (徳山 秀典, Tokuyama Hidenori?)
- Kamen Rider PunchHopper (仮面ライダーパンチホッパー, Kamen Raidā Panchi Hoppā?, épisodes 2-3): Masato Uchiyama (内山 眞人, Uchiyama Masato?)
- Wataru (ワタル, Wataru?, épisodes 4-5, 30-31): Arashi Fukasawa (深澤 嵐, Fukasawa Arashi?)
- Kivat-bat le 3e (キバットバットⅢ世, Kibattobatto Sansei?, épisodes 4-5): Tomokazu Sugita (杉田 智和, Sugita Tomokazu?)
- Ryo Itoya (糸矢 僚, Itoya Ryō?, épisode 4): Sohto (創斗, Sōto?)
- Kamen Rider Kaixa (仮面ライダーカイザ, Kamen Raidā Kaiza?, épisodes 4-5): Kohei Murakami (村上 幸平, Murakami Kōhei?)
- Shinji Tatsumi (辰巳 シンジ, Tatsumi Shinji?, épisodes 6-7): Momosuke Mizutani (水谷 百輔, Mizutani Momosuke?)
- Kazuma Kendate (剣立 カズマ, Kendate Kazuma?, épisodes 8-9, 30): Hiroki Suzuki (鈴木 拡樹, Suzuki Hiroki?)
- Takumi Ogami (尾上 タクミ, Ogami Takumi?, épisodes 10-11): Syunsuke Seino (制野 峻右, Seino Shunsuke?)
- Shouichi Ashikawa (芦河 ショウイチ, Ashikawa Shōichi?, épisodes 12-13): Satoshi Yamanaka (山中 聡, Yamanaka Satoshi?)
- Naomi (ナオミ, Naomi?, épisodes 14-15): Rina Akiyama (秋山 莉奈, Akiyama Rina?)
- Kohana (コハナ, Kohana?, épisodes 14-15): Tamaki Matsumoto (松元 環季, Matsumoto Tamaki?)
- Owner (オーナー, Ōnā?, épisodes 14-15): Kenjirō Ishimaru (石丸 謙二郎, Ishimaru Kenjirō?)
- Momotaros (モモタロス, Momotarosu?, épisodes 14-15, 18): Toshihiko Seki (関 俊彦, Seki Toshihiko?)
- Urataros (ウラタロス, Uratarosu?, épisodes 14-15): Kōji Yusa (遊佐 浩二, Yusa Kōji?)
- Kintaros (キンタロス, Kintarosu?, épisodes 14-15): Masaki Terasoma (てらそま まさき, Terasoma Masaki?)
- Ryutaros (リュウタロス, Ryūtarosu?, épisodes 14-15): Kenichi Suzumura (鈴村 健一, Suzumura Ken'ichi?)
- Ryotaro Nogami (野上 良太郎, Nogami Ryōtarō?, épisode 15): Takuya Mizoguchi (溝口 琢矢, Mizoguchi Takuya?)
- Kotaro Nogami (野上 幸太郎, Nogami Kōtarō?, épisode 15): Dori Sakurada (桜田 通, Sakurada Dori?)
- Sieg (ジーク, Jīku?, épisode 15): Shinichiro Miki (三木 眞一郎, Miki Shin'ichirō?)
- Souji, Sou Otogiri (ソウジ、弟切 ソウ, Sōji, Otogiri Sō?, épisodes 16-17): Daijiro Kawaoka (川岡 大次郎, Kawaoka Daijirō?)
- Asumu (アスム, Asumu?, épisodes 18-19, 30-31): Kazuki Koshimizu (小清水 一揮, Koshimizu Kazuki?)
- Hibiki (ヒビキ, Hibiki?, épisodes 18-19): David Ito (デビット 伊東, Debitto Itō?)
- Ibuki (イブキ, Ibuki?, épisodes 18-19): Jouji Shibue (渋江 譲二, Shibue Jōji?)
- Todoroki (トドロキ, Todoroki?, épisodes 18-19): Shingo Kawaguchi (川口 真五, Kawaguchi Shingo?)
- Zanki (ザンキ, Zanki?, épisodes 18-19): Kenji Matsuda (松田 賢二, Matsuda Kenji?)
- Akira (アキラ, Akira?, épisodes 18-19): Nana Akiyama (秋山 奈々, Akiyama Nana?)
- Kamen Rider Ouja (仮面ライダー王蛇, Kamen Raidā Ōja?, épisode 19): Takashi Hagino (萩野 崇, Hagino Takashi?)
- Otoya Kurenai (紅 音也, Kurenai Otoya?, épisode 20-21): Kouhei Takeda (武田 航平, Takeda Kōhei?)[5]
- Junichi Kaito (海東 純一, Kaitō Jun'ichi?, épisodes 22-23): Yuuki Kuroda (黒田 勇樹, Kuroda Yūki?)[6]
- Haruka Miwa (三輪 春香, Miwa Haruka?, épisodes 22-23): Yoko Mitsuya (三津谷 葉子, Mitsuya Yōko?)[6]
- Shin Magaki (禍木 慎, Magaki Shin?, épisodes 22-23): Takao Sugiura (杉浦 太雄, Sugiura Takao?)[6]
- Takeru Shiba (志葉 丈瑠, Shiba Takeru?, épisodes 24-25): Tori Matsuzaka (松坂 桃李, Matsuzaka Tōri?)
- Ryunosuke Ikenami (池波 流ノ介, Ikenami Ryūnosuke?, épisodes 24-25): Hiroki Aiba (相葉 弘樹, Aiba Hiroki?)
- Mako Shiraishi (白石 茉子, Shiraishi Mako?, épisodes 24-25): Rin Takanashi (高梨 臨, Takanashi Rin?)
- Chiaki Tani (谷 千明, Tani Chiaki?, épisodes 24-25): Shogo Suzuki (鈴木 勝吾, Suzuki Shōgo?)
- Kotoha Hanaori (花織 ことは, Hanaori Kotoha?, épisodes 24-25): Suzuka Morita (森田 涼花, Morita Suzuka?)
- Genta Umemori (梅盛 源太, Umemori Genta?, épisodes 24-25): Keisuke Sohma (相馬 圭祐, Sōma Keisuke?)
- Hikoma Kusakabe (日下部 彦馬, Kusakabe Hikoma?, épisodes 24-25): Goro Ibuki (伊吹 吾郎, Ibuki Gorō?)
- Shitari des Ossements (骨のシタリ, Hone no Shitari?, épisode 24): Chō (チョー?)
- Chinomanako (チノマナコ, Chinomanako?, épisodes 24-25): Ryūzaburō Ōtomo (大友 龍三郎, Ōtomo Ryūzaburō?)
- Kotaro Minami (南 光太郎, Minami Kōtarō?, épisodes 26-27): Tetsuo Kurata (倉田 てつを, Kurata Tetsuo?)
- Amazon (アマゾン?, épisodes 28-29): Enrique Sakamoto (坂本 エンリケ, Sakamoto Enrike?)
- Yuki (ユウキ, Yūki?, épisode 30): Yuria Haga (芳賀 優里亜, Haga Yuria?)
- Kazuma Kenzaki (剣崎 一真, Kenzaki Kazuma?, épisodes 30-31): Takayuki Tsubaki (椿 隆之, Tsubaki Takayuki?)

### Cascadeurs
- Kamen Rider Decade : Seiji Takaiwa (高岩 成二, Takaiwa Seiji?)
- Kamen Rider Diend : Eitoku (永徳?)
- Kamen Rider Kuuga : Kenji Tominaga (富永 研司, Tominaga Kenji?), Norihito Itō (伊藤 教人, Itō Norihito?)
- Apollo Geist : Jun Watanabe (ja) (渡辺 淳, Watanabe Jun?)
- Autres : Makoto Itō (伊藤 慎, Itō Makoto?), Yoshifumi Oshikawa (押川 善文, Oshikawa Yoshifumi?), Jiro Okamoto (岡元 次郎, Okamoto Jirō?), Naoki Nagase (永瀬 尚希, Nagase Naoki?), Toshihiro Ogura (おぐら としひろ, Ogura Toshihiro?), Yūki Ono (小野 友紀, Ono Yūki?)